# 贵阳文昌阁
贵阳文昌阁位于中国贵州省贵阳市云岩区武胜门（俗称老东门）月城内，是明清贵阳城的“九门四阁”之一。高17.25米，共3层，从上至下分别供奉魁星、文昌帝君和武安王（关羽）。其不等边九角形的造型在贵州省内仅有两例，中国境内也极为少见。
楼阁始建于明朝万历二十四年（1596年），建成后屡遭损毁，经历过多次重修，民国时期一度被用作驻军场所和秘密监狱，中华人民共和国成立后又被学校、工厂和民居占用，直到1983年贵阳市人民政府再次拨款维修，1988年对外开放。文昌阁于2006年5月25日与甲秀楼一同被列为第六批全国重点文物保护单位。

## 历史

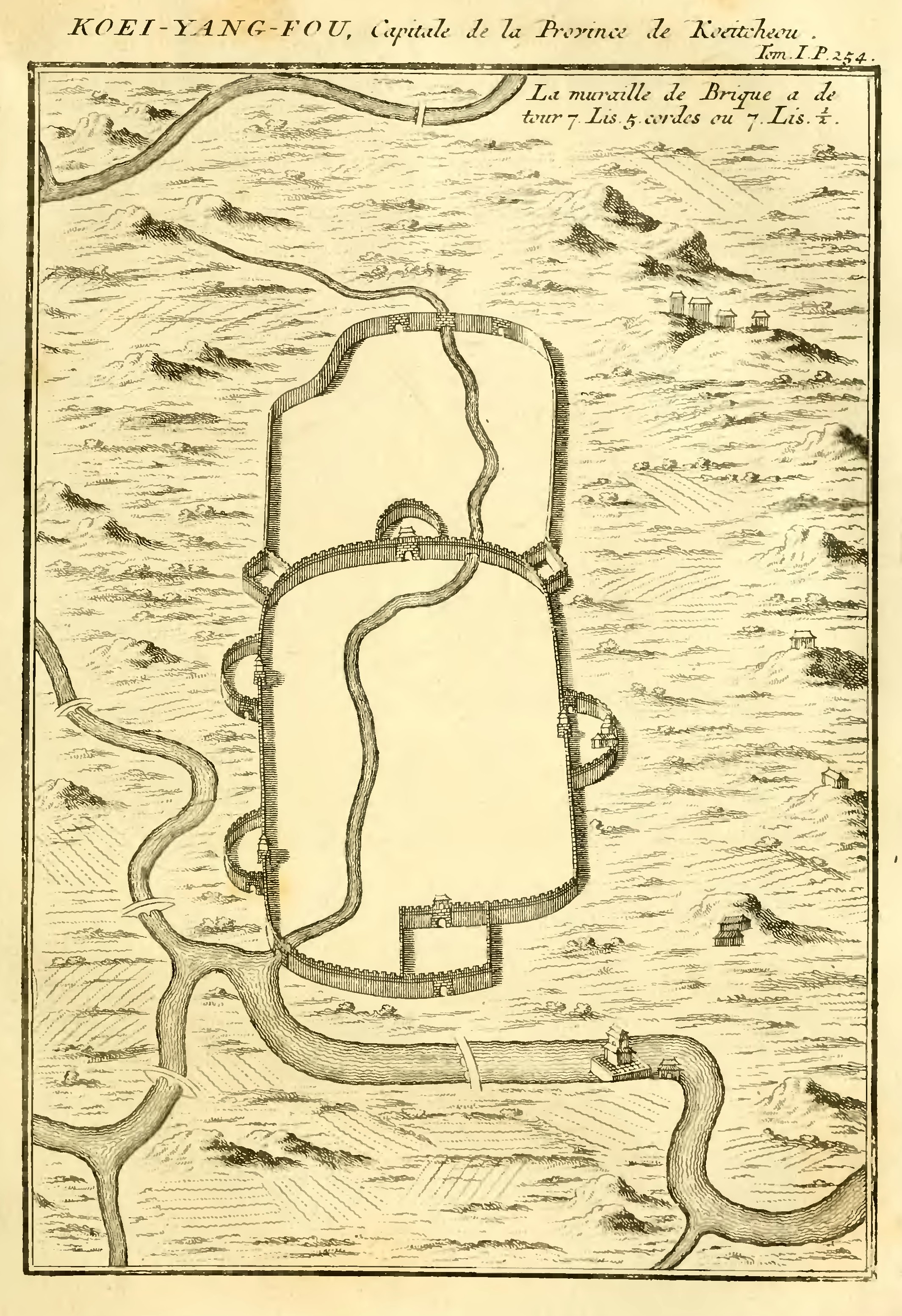
法国汉学家杜赫德绘制的清代贵阳府地图，可见老东门及月城内的文昌阁

### 明清时期
明洪武十五年（1382年），镇远侯顾成、都指挥马烨兴建贵阳城，设城门5座，武胜门为东门。据万历《贵州通志》记载，万历二十四年（1596年），文昌阁建于东门月城内。
文昌阁曾于清康熙三年（1664年）被毁，此后经历数次重修。最初拟由时任云贵总督卞三元主持，但卞三元不久后即卸任，最终由其继任者甘文焜、贵州巡抚佟凤彩于康熙八年（1669年）重修，历时7月后落成。康熙三十一年（1692年），巡抚卫既齐、布政使董安国、按察使丹达礼、参政陆祚蕃、知府时腾蛟重修。雍正年间（1723年—1735年），经略张广泗重修。乾隆六年（1741年），布政使陈德荣重修。嘉庆四年（1799年），郡人张大学等人重修，左右增设殿宇房屋，并在重修碑记中开列八项禁条加以保护。嘉庆二十三年（1818）秋发生地震，文昌阁楼体倾斜、墙垣倒塌，张大学又于道光元年（1821年）主持修葺。道光二十二年（1842年），巡抚贺长龄重修。:59

### 近代至今

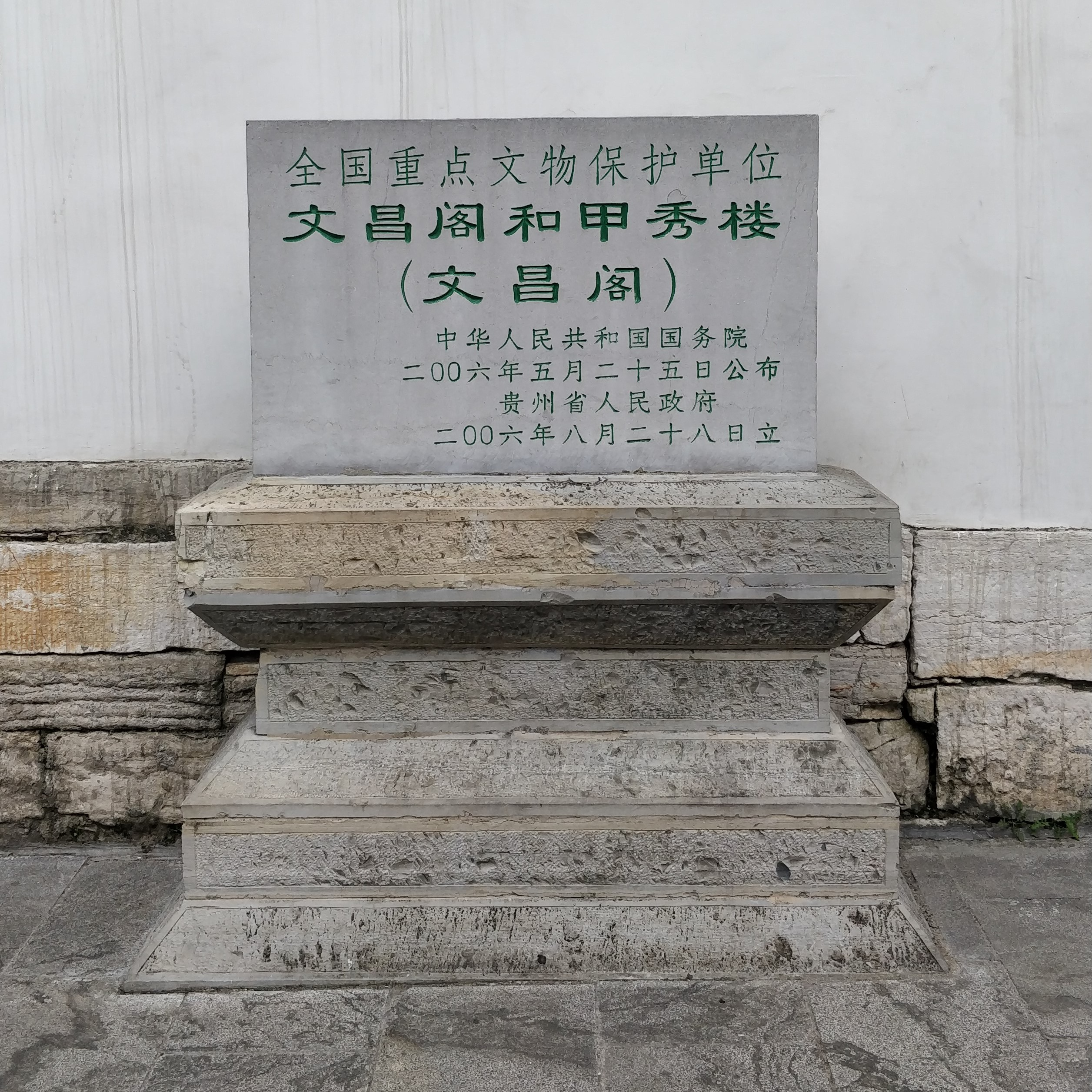
文昌阁文物保护单位标识碑

民国时期文昌阁失修，成为驻军场所，又被国民党用作秘密监狱，囚禁共产党人和进步人士，1939年2月4日，侵华日军空袭贵阳，使文昌阁东北角地基下沉:63。中华人民共和国成立后，文昌阁曾作为贵阳建中会计学校和文昌阁小学校址，后来一部分被用于街道工厂和住房。“文化大革命”期间，文昌阁内神像、壁画被毁，成为市民居住的大杂院。1976年秋，文昌阁铜制宝顶被雷电击落，发现内藏康熙二十七年（1688年）历书一册，以及茶叶、五谷、钱币等物品，历书和宝顶后收藏于贵州省博物馆，宝顶又在文昌阁1983年修复后被收回，藏于阁中。:5,59-61
文昌阁于1981年5月被列为第一批贵阳市文物保护单位:3-4，次年2月23日被列为第一批贵州省文物保护单位:803。1983年，贵阳市人民政府决定维修文昌阁，贵州省政府和国家文物局均拨款支持。工程历时3年，搬迁居民数十户，将三层主体楼阁完全修复，底层两根腐朽大柱用赵德光祠大殿拆除大柱替换，瓦片改换为琉璃瓦。为采光游览方便，拆除了三层为安置楼梯增设的抱厦和底层的山墙，主体于1984年9月修复完成。1986年又续修厢房、花坛、水池等，并在两侧新建碑廊，安放清朝历代重修碑刻，至1987年1月全部竣工，于1988年正式对外开放:5,61,123。1996年12月28日，贵阳市钱币博物馆在文昌阁开馆，展出古今中外钱币近万枚。2000年11月，贵阳市开展了文昌阁恢复整治一期工程，包括修复城墙、新建广场与景观建筑、绿化周边环境等，2001年底完工。2006年5月25日，文昌阁与甲秀楼一同被列为第六批全国重点文物保护单位。

## 建筑

### 格局与结构

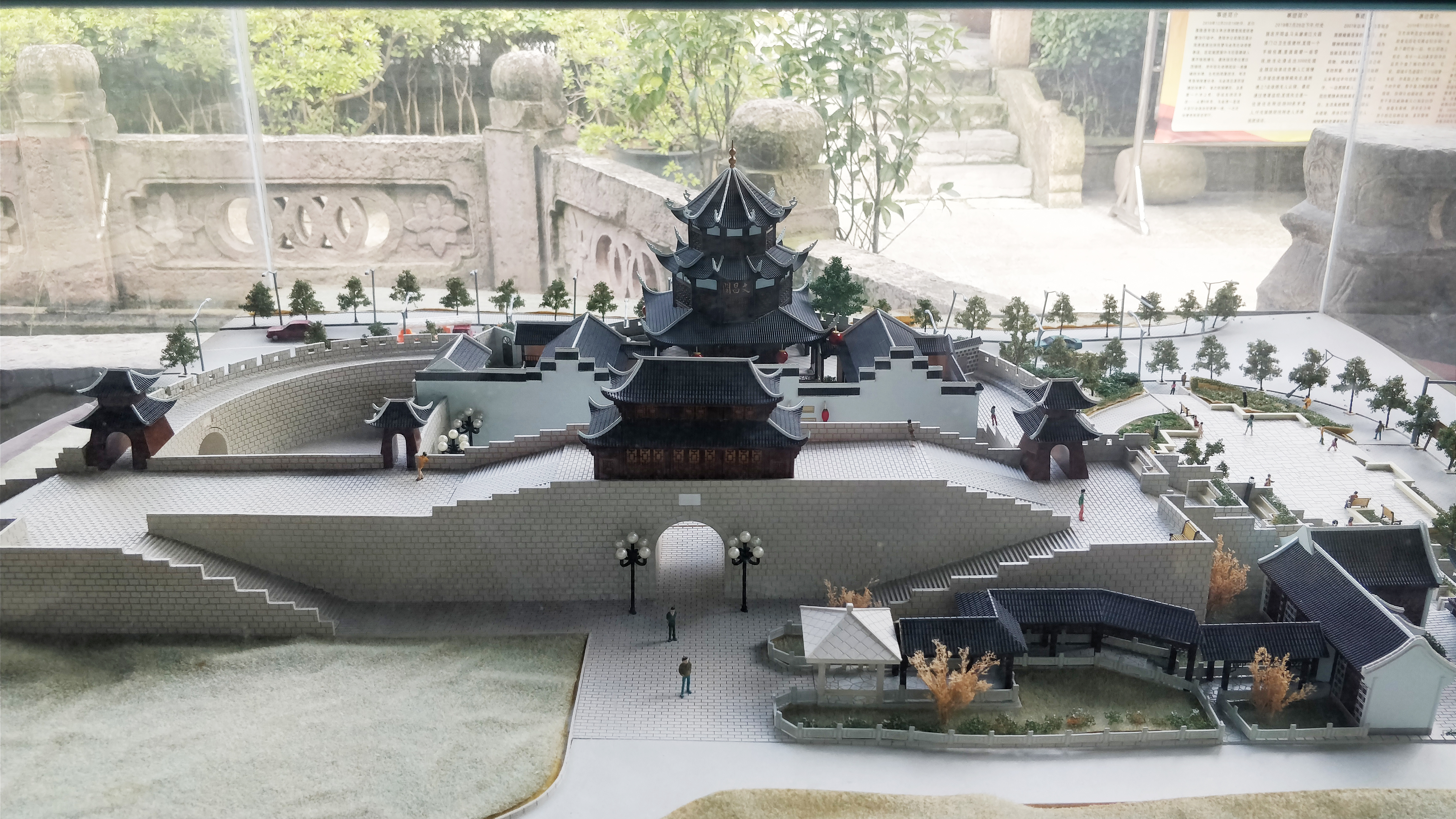
武胜门和文昌阁微缩模型

文昌阁建于武胜门月城内，坐东朝西，倚靠城墙，楼阁高17.25米，面阔5间、进深4间，通面阔11.5米、通进深11.4米，两侧有重檐悬山顶的厢房，对面有倒座房，与围墙和走廊相连形成封闭对称的四合院，整体占地面积约1200平方米。
楼阁结构为三层三檐不等边九角攒尖顶木结构。据卫既齐《重修文昌阁碑记》记载，上中下层分别供奉魁星、文昌帝君和武安王（关羽）:118。其底层平面近似于正方形，二层和三层平面则为不等边的九角形。九角形平面顶点的确定方法是先将圆周四等分，再将正面的弧线三等分，其余三段弧线二等分。此种造型的楼阁在贵州省内仅有两例，另一例为独山县的翁奇奎文阁:174-175。此外，山西太原纯阳宫的清代九角亭与文昌阁类似，但不及文昌阁复杂。古代中国认为9是至阳的极数，文昌阁在在设计时可能有意与数字9相关联。文昌阁除二、三层平面为九角形以外，有樑81根，柱54根，二、三层楞木各有9根，皆为9的倍数。
在樑架结构上，文昌阁顶层的金柱用樑承托，不穿过楼板，檐柱则通向二层作为二层金柱，二层金柱也用樑承托，其9根檐柱中有4根通向底层作为金柱，其余檐柱立于底层抱头梁上。这种结构使得底层和二层各减少一圈柱网，增加室内使用空间；分散承重支点，增强楼阁稳定性；遭受地震时还可以缓冲水平方向上的运动。:59-60
文昌阁屋顶覆盖青色筒瓦，屋脊为白灰砌制，顶层翼角塑麒麟，一、二层翼角塑草龙纹。板壁、立柱、门窗均为栗壳色，额枋、插拱上原有青绿彩画。原宝顶为铜制莲座葫芦形，由工匠杨起月、邓文月、张五造于康熙二十七年（1688年），重八十斤，底部和莲座刻有铭文:64:174，现藏于阁内二楼。如今阁楼上的宝顶为铜质复制品，安装有避雷设施。

### 碑匾与楹联

#### 碑刻
文昌阁在1983年的维修过程当中发现清代重修碑刻9块。其中8块原立于楼阁底层，后分别移至南北两侧新建的碑廊陈列。1块镶嵌在院墙上。碑刻中年代最早者为康熙三十一年（1692年）卫既齐《重修文昌阁碑记》，最晚者为道光二十二年（1842年）《重修贵阳东城文昌阁记》。1987年2月修复工程结束后，又立陶信椿撰《文昌阁修复碑记》1块:123。

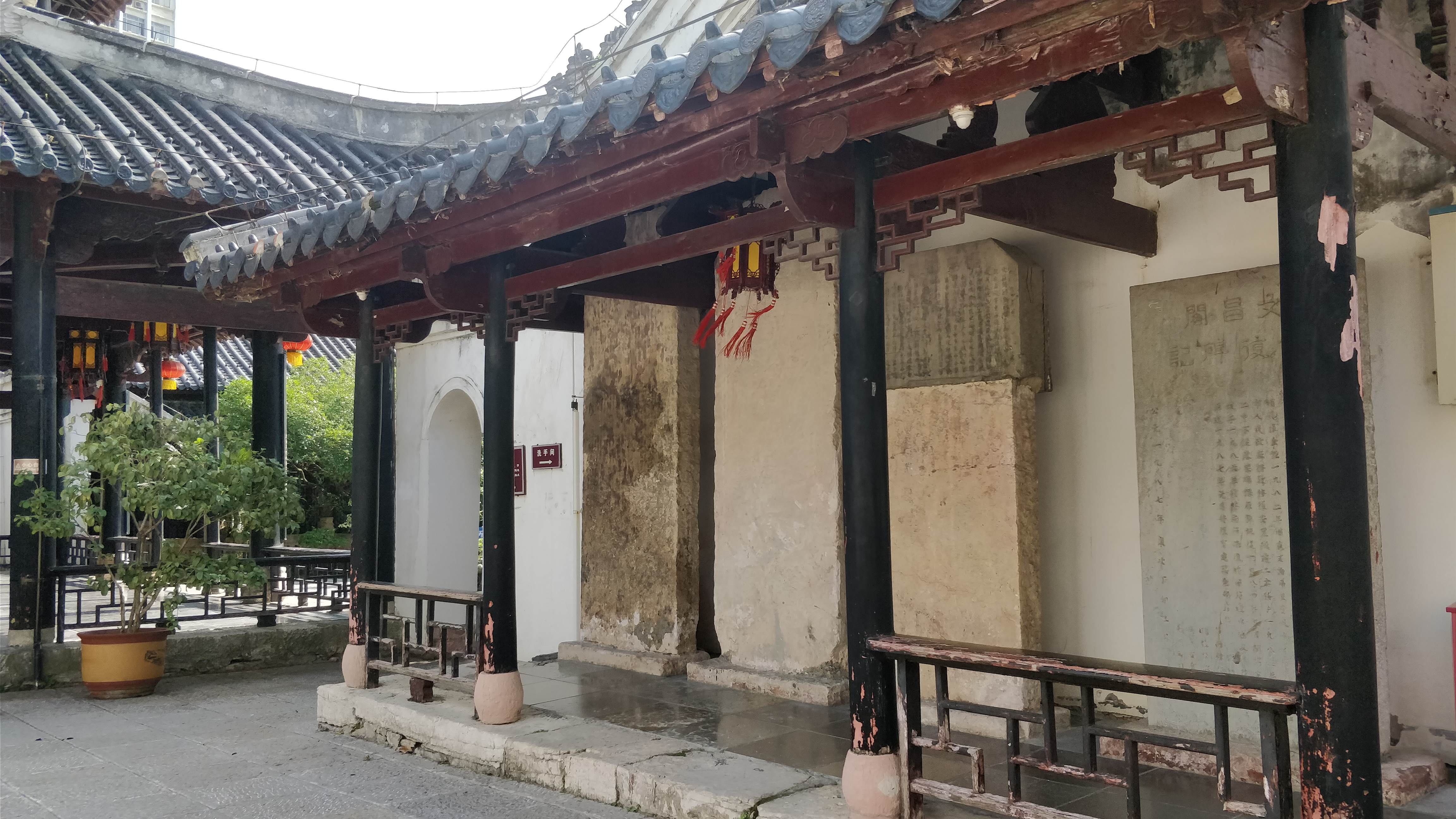
北侧碑廊
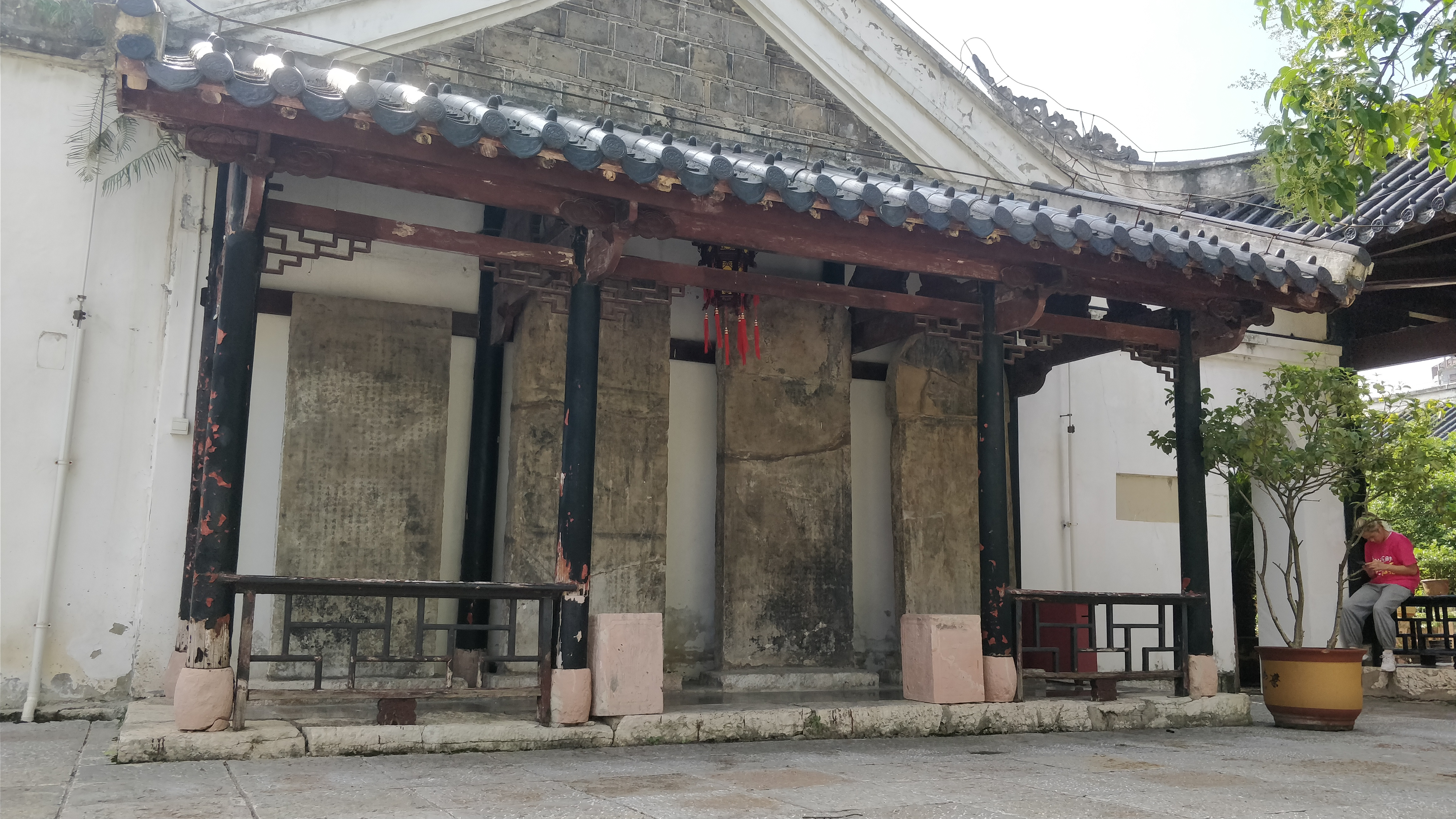
南侧碑廊
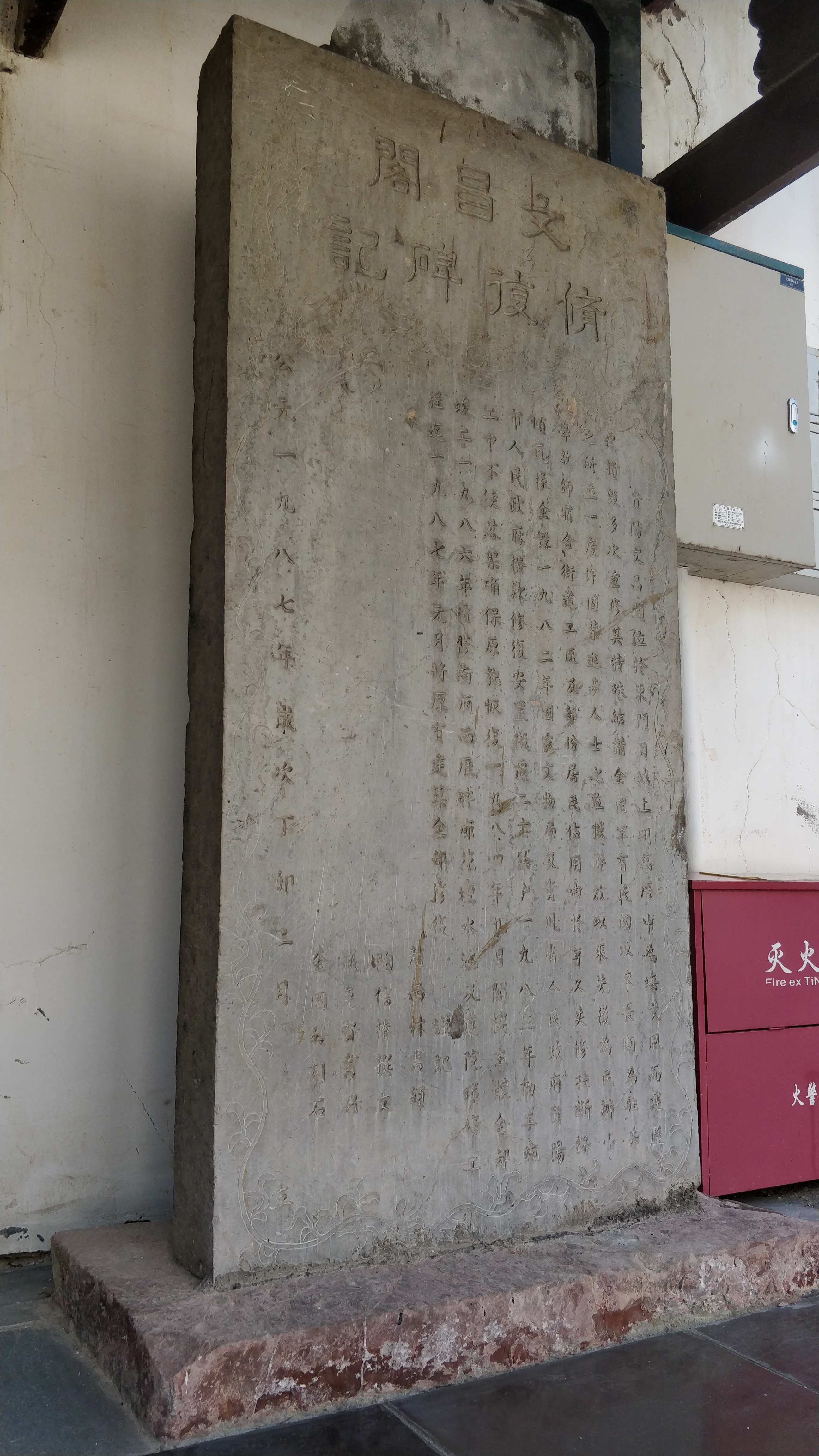
1987年树立的《文昌阁修复碑记》，位于北侧碑廊

#### 匾额
文昌阁内原有匾额3块：“于帝其训”匾，道光二十二年（1842年）制；“天下之母”匾，光绪二十一年（1895年）制；“永保子孙”匾，制作年代不明。《贵阳市志·文物志》据“天下之母”匾文义，推测文昌阁在清代可能还供奉过其他神像:61。贵阳市在1984年9月重新制作了“文昌阁”三字匾额，悬挂于二层正面外檐下，该匾由时任中共贵阳市委书记夏页文题写。

#### 楹联
贵阳市在1983年的维修工程中，根据相关史料恢复了清人为文昌阁题写的3副楹联。分别为张广泗题“盛世车书环斗极，遐方文物应奎垣”；张先杰题“浓翠万重当槛出，清光一片抱城来”；张大学题“众山环绕供诗料，层阁高标入画图”。:62